# Luigi Basoli
Pour les articles homonymes, voir Basoli.
Luigi Basoli, né en 1776 à Castel Guelfo di Bologna et mort en 1848 à Bologne, est un peintre ornemaniste et graveur néo-classique italien du XIXe siècle.

## Biographie
Né à Castel Guelfo di Bologna en 1776, Luigi Basoli déménage à Bologne en 1802 pour son rejoindre son frère Antonio, déjà très actif dans le milieu artistique. Il apprend de son frère, qui lui enseigne les techniques apprises de son père, contrairement aux autres artistes, qui apprennent les techniques à l'académie. Il entre l'année suivante à l'Accademia Clementina, la même année où son frère devient directeur de l'école d'ornement de l'académie. En 1805, il remporte le grand prix d'ornement et de décoration pour ses réalisations à la Casa Fabri. Cela est probablement dû à l'absence de son frère, étant parti à Rome, mais qui lui confie les tâches moins compliquées à réaliser. Cinq ans plus tard, en 1810, il part avec Antonio et son frère cadet Francesco à Macerata, pour réaliser les décors de deux scènes ainsi qu'un rideau de théâtre. Entre 1810 et 1821, Luigi produit des gravures à l'eau-forte. Sa seule réalisation au Cimetière monumental de la Chartreuse de Bologne remonte en 1824, alors qu'il réalise avec Ferrante Marconi et Domenico Ferri le monument funéraire de Domenico Tesi, aujourd'hui perdu. Il devient membre honoraire de l'Académie pontificale des beaux-arts de Bologne en 1842 et est subséquemment nommé ornemaniste.
Son frère cadet et lui ont presque toujours collaboré avec leur frère Antonio, qui a dit d'eux : « Mon frère Francesco m'a toujours fait les figures, et Luigi les a décorées ». Il comptait souvent sur eux pour adapter ses créations et les graver. Parmi les autres artistes qui aidaient Antonio, il faut compter le graveur réputé Francesco Rosaspina. Luigi meurt à Bologne la même année qu'Antonio, en 1848, et est enterré au cimetière de la chartreuse dans leur tombeau familial. Certaines sources plaçaient sa mort en 1843.

## Œuvres

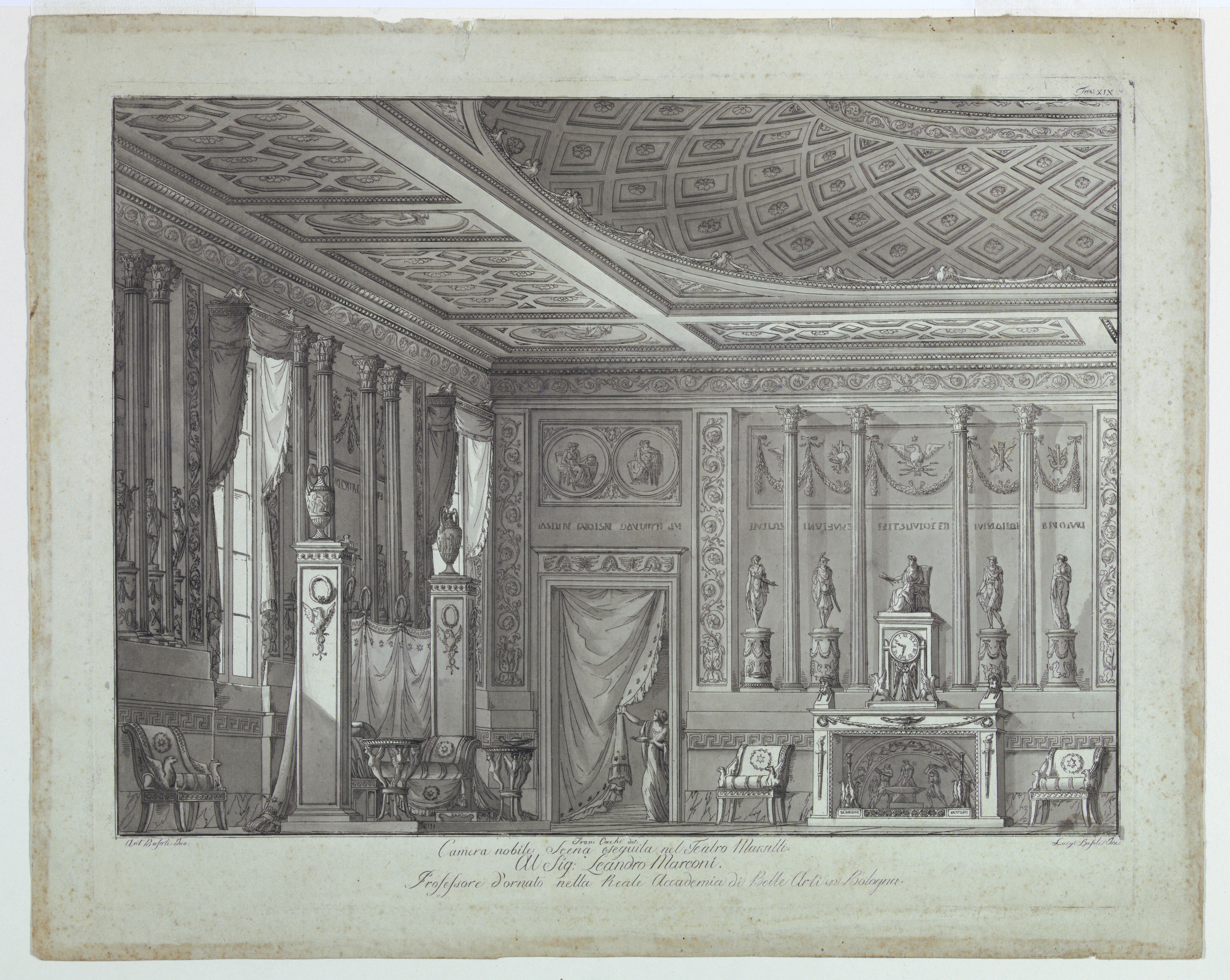
Stampa, scenografia: interno di un salotto per il teatro di Marsiglia, Luigi Basoli et Francesco Cocchi, d'après Antonio Basoli ca. 1810.

Liste de non-exhaustive de ses peintures et gravures :
- Stampa, scenografia: interno di un salotto per il teatro di Marsiglia, Luigi Basoli (gravure) et Francesco Cocchi (dessin), d'après Antonio Basoli, encre noire et aquarelle grise sur papier blanc, 35,5 × 44 cm, vers 1810, Smithsonian Institution[4] ;
- Raccolta di diversi ornamenti per uso degli amatori e studiosi delle belle arti del Disegno, Luigi et Francesco Basoli (gravure), Ercole Dotti (dessin), Alessandro Nepoti (dessin), d'après Antonio Basoli, 1838, Metropolitan Museum of Art[5].